# 埃文斯维尔 (怀俄明州)
埃文斯维尔（英語：Evansville），是美国怀俄明州纳特罗纳县（Natrona）下属的一座城市。该市的人口在2000年为2,255人，2010年有2,544，2011年则估计有2,577人。